# Haugron Cientifical, SA (Floïd)
Haugron Cientifical, SA (Floïd) va ser una empresa catalana del ram de la cosmètica i la perfumeria que fou constituïda el 20 d'octubre de 1932 per Joan Baptista Cendrós i Carbonell amb un capital inicial de 16 milions de pessetes. L'empresa esdevingué popular i reconeguda per la fabricació del producte Floïd, loció capil·lar i aigua de massatge per a després de l'afaitada, producte que actualment encara es fabrica i comercialitza sota el mateix nom.
El fundador de Haugron Cientifical, Joan Baptista Cendrós i Carbonell (1916-1986), fou un empresari d'èxit que participa en diverses activitats econòmiques vinculades al territori català –fou conseller de Banca Catalana– però que destacà especialment per ser un dels principals activistes i mecenes culturals de Catalunya, doncs el 1960 fou un dels cinc empresaris fundadors d'Òmnium Cultural, alhora que adquirí les editorials Aymà Editora i Proa, que posteriorment traspassà a l'Enciclopèdia Catalana.
L'empresa, originalment establerta al carrer de Rocafort, 109, es traslladà a Les Corts l'any 1958, concretament a l'altura de la travessera de les Corts número 307 a 309, confluència amb el número 90 de Taquígraf Garriga i el número 10 del carrer de Constança. L'edifici exemplifica l'arquitectura industrial racionalista de postguerra i el projecte fou obra de l'arquitecte Eusebi Bona i Puig, que projectà l'edifici en forma de U amb un gran pati interior de gairebé 300 metres quadrats.
La fàbrica de Haugron Cientifical estava distribuïda en quatre plantes ben diferenciades: 
- El soterrani estava configurat per magatzems i els diferents dipòsits d'alcohol.
- La planta baixa era la planta de distribució i entrada del material, actuava també com a magatzem i era on s'elaboraven els productes.
- La primera planta era l'espai on s'envasaven i es presentaven amb el seu pertinent estoig els diferents productes; també s'emmagatzemaven els productes finals i hi havia les oficines de l'empresa.
- La segona planta  acollia els laboratoris d'assaig, els departaments de publicitat, l'arxiu de documents i l'oficina d'atenció als treballadors.

El principal negoci de Haugron eren les colònies i les locions capil·lars i facials, per les quals esdevingué força reconeguda, gràcies en part a la publicitat que realitzava en diversos mitjans de comunicació com ara La Vanguardia i la revista Serra d'Or; els anuncis de la marca Floïd (loció capil·lar i facial) foren un exemple de bon disseny i de vinculació entre marca i producte.
A principis dels anys 80, l'empresa traslladà la producció fora de Barcelona i va quedar integrada en el grup Henry Colomer (propietat de la marca Revlon). L'edifici fou enderrocat i en el seu lloc s'hi construí un edifici d'habitatges.